# Comuna Rivnopillea, Huleaipole
Rivnopillea (în ucraineană Рівнопілля) este o comună în raionul Huleaipole, regiunea Zaporijjea, Ucraina, formată din satele Iablukove și Rivnopillea (reședința).

## Demografie
Componența lingvistică a comunei Rivnopillea
     Ucraineană (91,77%)
     Rusă (6,96%)
Conform recensământului din 2001, majoritatea populației comunei Rivnopillea era vorbitoare de ucraineană (91,77%), existând în minoritate și vorbitori de rusă (6,96%).